# Haderner Stern (metropolitana di Monaco di Baviera)
Haderner Stern è una stazione di metropolitana di Monaco di Baviera, nel distretto Hadern, inaugurata il 22 maggio 1993.
È servita dalla linea U6, ed ha due binari.